# Institut des Nations unies pour la formation et la recherche
 (mai 2022).
L’Institut des Nations unies pour la formation et la recherche (UNITAR) est l’organe de formation des Nations unies créé en 1963. Il offre des activités de formation et de renforcement des capacités afin d’assister les pays en développement, en particulier les pays les moins avancés (PMA), les Petits États insulaires en développement (PEID), et les groupes et communautés les plus vulnérables, y compris au sein de zones de conflit.

## Histoire
L’idée d’un Institut des Nations unies pour la formation et la recherche fut mentionnée pour la première fois en 1962, dans une résolution adoptée par l’assemblée générale des Nations unies. L’UNITAR fut créé en 1963 suivant une recommandation émise par le Conseil économique et social à l’assemblée générale, qui chargea le secrétaire-général d’établir un tel Institut en tant qu’organisme autonome au sein du système des Nations unies.  
La création de l’UNITAR coïncida avec l’accession de 36 États nouvellement indépendants, dont 28 États africains, aux Nations unies. Cette vague de décolonisation sans précédent créa un besoin critique d’assistance, car bon nombre de ces nouveaux États n’avaient ni les moyens, ni les capacités nécessaires pour former leurs corps diplomatiques. La mission de l’UNITAR fut forgée par ses quatre premiers directeurs exécutifs, tous issus d’États Africains nouvellement indépendants. Ainsi, la vision de l’UNITAR pour ses formations se développa avec les besoins et priorités de tels pays en filigrane. 
L’UNITAR devint opérationnel en mars 1965. L’Institut était initialement basé à New York, et fut relocalisé à Genève en 1993.

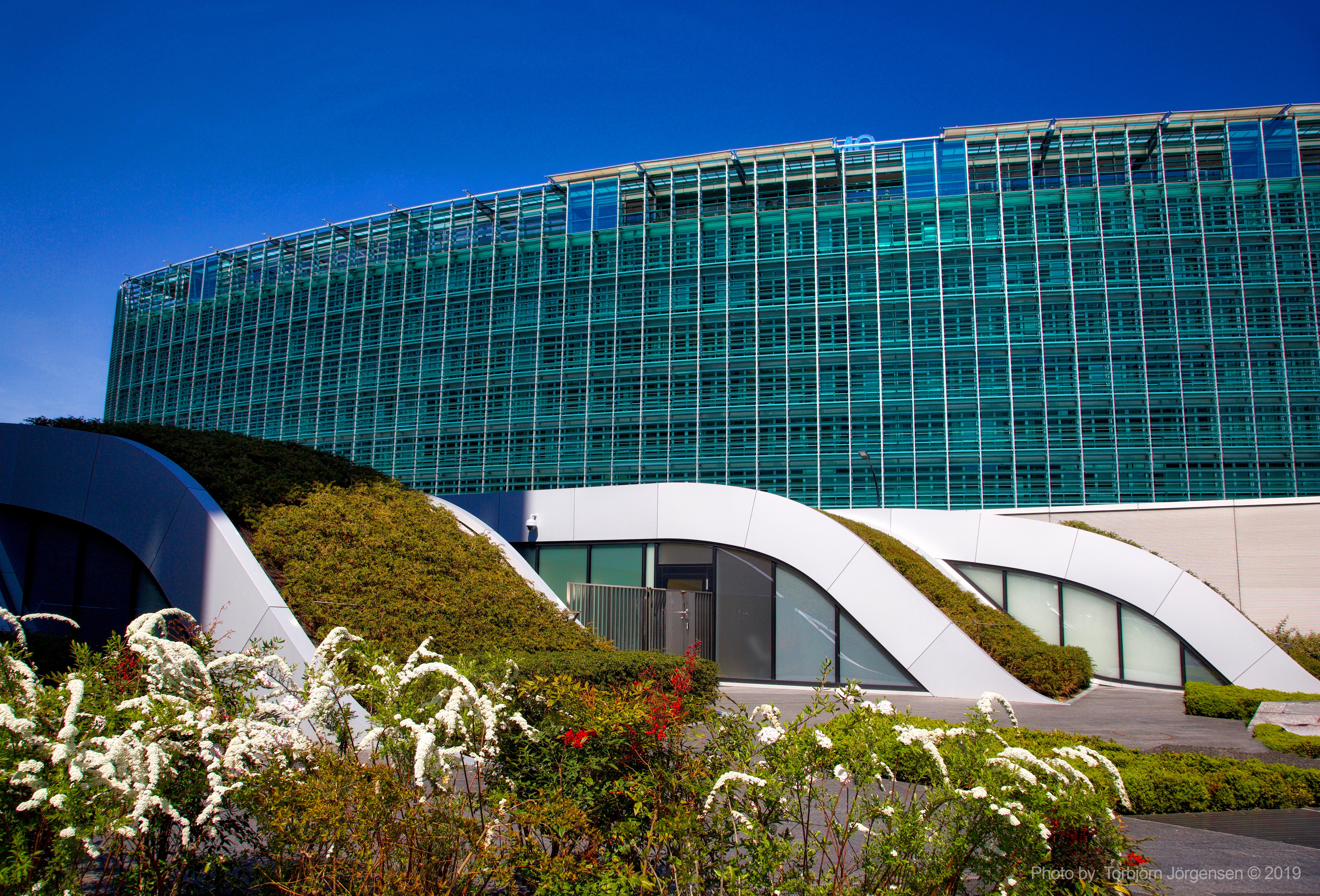
Siège à Genève

### Directeurs exécutifs de l’UNITAR
| Directeur                 | Pays          | Période        |
| ------------------------- | ------------- | -------------- |
| Michelle Gyles-McDonnough | Jamaïque      | 2025 – présent |
| Nikhil Seth               | Inde          | 2015 – 2025    |
| Sally Fegan-Wyles         | Irlande       | 2012 – 2015    |
| Carlos Lopes              | Guinée-Bissau | 2007 – 2012    |
| Marcel André Boisard      | Suisse        | 1992 – 2007    |
| Michel Doo-Kingué         | Cameroun      | 1983 – 1992    |
| Davidson Nicol            | Sierra Leone  | 1972 – 1982    |
| S.O. Adebo                | Nigeria       | 1969 – 1972    |
| Gabriel d'Arboussier      | Sénégal       | 1965 - 1967    |

## Financement
L’UNITAR ne perçoit pas de fonds issus du budget régulier des Nations unies. L’institut est financé par des contributions volontaires de gouvernements, d’autres branches de l’ONU, d’organisations intergouvernementales, de fondations, d’ONGs et du secteur privé.